# Šibenski gradski bedemi
Šibenik je kroz povijest gradio utvrde za obranu koje su se posljednjih godina obnavljale jer predstavljaju kulturnu baštinu grada. Time je projekt obuhvatio Tvrđavu svetog Mihovila, koja se nalazi na istaknutom mjestu u gradu odnosno nalazi se iznad stare gradske jezgre na brežuljku. U sklopu projekta su obnovljena je i Tvrđava Barone, a planira se u narednim godinama obnoviti i preostale tvrđave. U gradu Šibeniku se nalazi i dio vojne arhitekture koji je poznat pod nazivom 'vrata spasa' ili 'kula spasa'. Ono po čemu su tvrđave u Šibeniku posebne i drugačije u odnosu na druge tvrđave u Dalmaciji jest da zasebni element vojne arhitekture. Unutar Tvrđave svetog Mihovila se nalazi već spomenuta 'kula spasa' koja je formirana unutar dva visoka zida stoga je i dobila naziv dvostruki bedem. Taj bedem vodi do morske obale u slučaju opsade da se mogu donijeti sredstva za pomoć.

## Vanjske poveznice
|  | Zajednički poslužitelj ima još gradiva o temi Šibenski gradski bedemi |